# Špancirfest
Špancirfest – festiwal uliczny organizowany od 1999 roku w chorwackim Varaždinie.

## Historia
Festiwal powstał z połączenia kilku mniejszych imprez, takich jak: Komedija fest, Hlapec fest, Moderato fest, Jazz festival, Ritam fest i Ulica fest. Impreza rozpoczyna się pod koniec sierpnia, a kończy na początku września. W trakcie 10-dniowego festiwalu miasto odwiedza średnio ok. 100 tys. turystów z Chorwacji oraz sąsiadujących państw. W trakcie wydarzenia organizowane są atrakcje rozrywkowe, w tym np. koncerty znanych artystów oraz targi.
W historii festiwalu na scenie zaprezentowało się wielu artystów chorwackiej i światowej sceny muzycznej, takich jak np.: Asian Dub Foundation, The Bambi Molesters, The Beat Fleet, Blondie, Buraka Som Sistema, Creedence Clearwater Revisited, Damir Urban, Darko Rundek, kolektyw Dubioza, Đorđe Balašević, Edo Maajka, Flogging Molly, Fun Lovin’ Criminals, Hladno pivo, Josipa Lisac, Jura Stublić, Kemal Monteno, Kiril Džajkovski, Majke, Massimo, Bajaga, Morcheeba, Neno Belan, Oliver Dragojević, Omar Sosa, Partibrejkers, Psihomodo Pop, Rambo Amadeus, Skunk Anansie, Tony Cetinski, Toše Proeski, Vlatko Stefanovski i Gibonni.